# 335

## Esdeveniments
- Regne del Bòsfor: Els ostrogots conquereixen el regne i Rescuporis V és deposat.
- Tir (Fenícia): Se celebra un Concili que absol Arri i condemna Atanasi d'Alexandria.
- Consagració de l'Basílica del Sant Sepulcre[1]

## Naixements
- Hispània: Magne Màxim, emperador romà d'occident. (m. 388)

## Necrològiques
- 31 de desembre - Roma: Sant Silvestre I, papa.
- Bodbe (Geòrgia): Santa Nina, evangelitzadora del país.